# Chasity Grant
Chasity Grant (19 aprile 2001) è una calciatrice olandese, attaccante dell'Aston Villa e della nazionale olandese.

## Carriera

### Club
Grant si forma calcisticamente nel VV Zwaluwen, club di Vlaardingen, città della provincia dell'Olanda Meridionale, per poi essere notata dagli osservatori dell'ADO Den Haag, i quali decidono di metterla sotto contratto.
Inizialmente impiegata nelle formazioni giovanili del club dell'Aia, dalla stagione 2017-2018 viene aggregata alla prima squadra guidata dal tecnico Arend Regeer, debuttando in Eredivisie, livello di vertice del campionato olandese femminile di calcio, poco più che sedicenne il 22 settembre 2017, alla 3ª giornata di campionato, nel pareggio esterno a reti inviolate con l'Ajax. Nel prosieguo del campionato Regeer continuò a darle fiducia, impiegandola complessivamente in 15 incontri, realizzando anche 3 reti la prima delle quali all'Heerenveen nella vittoria esterna per 3-1 alla 5ª giornata.
Il 26 maggio 2020, dopo tre stagioni e un tabellino di 42 presenze in Eredivisie e 12 reti realizzate, venne annunciato il suo trasferimento all'Ajax.
L'8 agosto 2024, dopo aver disputato quattro stagioni consecutive all'Ajax, si è trasferita in Inghilterra per giocare con l'Aston Villa, militante nella Women's Super League.

### Nazionale
Grant inizia a essere convocata dalla Federcalcio olandese nel 2015, indossando in quell'anno la maglia della formazione under 15, con la quale debutta in amichevole con le pari età del Belgio il 29 maggio, per poi continuare negli anni seguenti tutta la trafila delle giovanili dall'under 16 in poi.
Con l'under 17, disputa inizialmente l'Europeo di Repubblica Ceca 2017, dove il tecnico Marleen Wissink la impiega in tutti i 4 incontri giocati dalla sua nazionale, dove Grant è fondamentale nel passaggio del turno alla fase a gironi siglando la seconda rete nella vittoria per 2-1 sull'Inghilterra, eliminata poi in semifinale dalla Spagna. Rimasta in quota anche per l'edizione successiva di Lituania 2018, scende in campo in tutti i tre incontri del gruppo della fase a gironi, ma nonostante i suoi 3 gol, migliore marcatrice olandese del torneo a pari merito di Kirsten van de Westeringh, con una vittoria, un pareggio e una sconfitta le Oranje non riescono a passare al turno successivo.
In seguito, sempre nel 2018, le arriva la prima convocazione con l'under 19, chiamata dal tecnico federale Jessica Torny che la inserisce in rosa con la squadra che affronta le qualificazioni all'Europeo di Scozia 2019. Grant scende in campo già dalla prima partita del gruppo 10 della prima fase, debuttando il 3 ottobre e siglando una delle reti nella schiacciante vittoria per 12-0 sulle pari età dell'Albania, venendo impiegata negli altri due incontri e in quello vinto per 1-0 sulla Russia nella fase élite, con le jeugd onsoranje in grado di accedere alla fase finale. Nuovamente in rosa, condivide con le compagne il percorso della propria nazionale giocando tutti i tre incontri della fase a gironi e la semifinale persa 3-1 con la Germania. In quell'anno marca presenze anche in varie amichevoli e all'edizione 2019 del Torneo di La Manga e, rimasta in quota, chiamata per la successiva fase di qualificazione all'Europeo di Georgia 2020, tuttavia il torneo, dopo la diffusione della pandemia di COVID-19 in Europa, come misura cautelativa per evitarne la diffusione quell'edizione venne prima sospesa e poi definitivamente annullata prima dell'inizio della fase élite..
Dopo essere stata chiamata in under 23 nel 2021, dall'anno successivo è entrata nel giro della nazionale maggiore, convocata dal commissario tecnico Mark Parsons in occasione dell'edizione 2022 del Tournoi de France, dove debutta il 19 febbraio 2022, rilevando Romée Leuchter al 73' nel secondo incontro del torneo vinto per 3-0 sulla Finlandia.

## Statistiche

### Cronologia presenze e reti in nazionale
| Cronologia completa delle presenze e delle reti in nazionale ― Paesi Bassi | Cronologia completa delle presenze e delle reti in nazionale ― Paesi Bassi | Cronologia completa delle presenze e delle reti in nazionale ― Paesi Bassi | Cronologia completa delle presenze e delle reti in nazionale ― Paesi Bassi | Cronologia completa delle presenze e delle reti in nazionale ― Paesi Bassi | Cronologia completa delle presenze e delle reti in nazionale ― Paesi Bassi | Cronologia completa delle presenze e delle reti in nazionale ― Paesi Bassi | Cronologia completa delle presenze e delle reti in nazionale ― Paesi Bassi |
| Data                                                                       | Città                                                                      | In casa                                                                    | Risultato                                                                  | Ospiti                                                                     | Competizione                                                               | Reti                                                                       | Note                                                                       |
| -------------------------------------------------------------------------- | -------------------------------------------------------------------------- | -------------------------------------------------------------------------- | -------------------------------------------------------------------------- | -------------------------------------------------------------------------- | -------------------------------------------------------------------------- | -------------------------------------------------------------------------- | -------------------------------------------------------------------------- |
| 19-2-2022                                                                  | Le Havre                                                                   | Finlandia                                                                  | 0 – 3                                                                      | Paesi Bassi                                                                | Torneo di Francia                                                          | -                                                                          | 73’                                                                        |
| 5-4-2024                                                                   | Cosenza                                                                    | Italia                                                                     | 2 – 0                                                                      | Paesi Bassi                                                                | Qual. Euro 2025                                                            | -                                                                          | 72’ 75’                                                                    |
| 9-4-2024                                                                   | Breda                                                                      | Paesi Bassi                                                                | 1 – 0                                                                      | Norvegia                                                                   | Qual. Euro 2025                                                            | -                                                                          | 63’                                                                        |
| 31-5-2024                                                                  | Rotterdam                                                                  | Paesi Bassi                                                                | 1 – 0                                                                      | Finlandia                                                                  | Qual. Euro 2025                                                            | -                                                                          | 46’                                                                        |
| 4-6-2024                                                                   | Tampere                                                                    | Finlandia                                                                  | 1 – 1                                                                      | Paesi Bassi                                                                | Qual. Euro 2025                                                            | -                                                                          |                                                                            |
| 12-7-2024                                                                  | Sittard                                                                    | Paesi Bassi                                                                | 0 – 0                                                                      | Italia                                                                     | Qual. Euro 2025                                                            | -                                                                          |                                                                            |
| 16-7-2024                                                                  | Bergen                                                                     | Norvegia                                                                   | 1 – 1                                                                      | Paesi Bassi                                                                | Qual. Euro 2025                                                            | -                                                                          |                                                                            |
| 29-10-2024                                                                 | Esbjerg                                                                    | Danimarca                                                                  | 1 – 2                                                                      | Paesi Bassi                                                                | Amichevole                                                                 | -                                                                          |                                                                            |
| 29-11-2024                                                                 | Rotterdam                                                                  | Danimarca                                                                  | 4 – 1                                                                      | Cile                                                                       | Amichevole                                                                 | -                                                                          |                                                                            |
| Totale                                                                     |                                                                            | Presenze                                                                   | 9                                                                          |                                                                            | Reti                                                                       | 0                                                                          |                                                                            |

## Palmarès

### Club
- Campionato olandese: 1

Ajax: 2022-2023
- Coppa dei Paesi Bassi: 1

Ajax: 2021-2022